# Люльев, Лев Вениаминович
Лев Вениами́нович Лю́льев (4 [17] марта 1908, Киев — 1 ноября 1985, Москва) — советский учёный в области точной механики, главный конструктор Свердловского машиностроительного конструкторского бюро (СМКБ) «Новатор» (ныне входит в Концерн ВКО «Алмаз-Антей») Свердловской области. Дважды Герой Социалистического Труда, лауреат Ленинской премии.

## Биография
Родился 4 марта 1908 года в Киеве в еврейской семье.
- 1927 — начало учёбы на механическом факультете КПИ
- 1931 — конструктор Украинского НИИ сельскохозяйственного машиностроения
- 1933 — перевод на Мотовилихинский артиллерийский завод № 172 (Пермь), работа в должностях сменного инженера, начальника бюро рационализации, инженера-конструктора.
- 1934 — перевод в секцию артиллерийских конструкций отдела главного конструктора (ОГК) Завода № 8 имени М. И. Калинина в Подлипки (Московская область). Наряду с Л. А. Локтевым и Г. Д. Дорохиным становится одним из ведущих ассистентов и учеников М. Н. Логинова. Участие в разработке и постановке на производство различных артиллерийских орудий и систем. Разработка механического установщика взрывателей для зенитного орудия. Разработка первого советского автоматического построительного прицела с выработкой вертикальных и боковых упреждений.
- 1938 — на Завода № 8 имени М. И. Калинина изготовлен опытный образец 37-мм автоматической зенитной пушки, получившей индекс 100-К. Пушка была создана группой конструкторов под руководством Е. В. Чарнко, И. А. Комарицкого и Л. В. Люльева. Ввиду конструктивных недостатков пушка 100-К на вооружение не поступила.
- 1941 — эвакуация с заводом в Свердловск, назначение заместителем главного конструктора завода № 8 (с 1994 — ОАО «Машиностроительный завод имени М. И. Калинина», Екатеринбург). За годы Великой Отечественной войны заводом выпущено более 20000 артиллерийских орудий и установок. Участие в модернизации 85-мм пушки КС-1, организация выпуска 85-мм орудий семейства Д-5 и 100-мм семейства Д-10 для самоходных артиллерийских установок СУ-85 и СУ-100.
- 1943 — член ВКП(б;
- 25 июня 1945 — назначение главным конструктором Завода № 8.
- 1945—1947 — руководство созданием 85-мм зенитной пушки КС-18.
- 1947 — разработка опытного образца 100-мм зенитной пушки КС-19, ставшей основным прототипом зенитных орудий до появления зенитных управляемых ракет. Начало разработки 130-мм зенитной пушки КС-30.
- 1947 — назначение Главным конструктором Свердловского машиностроительного завода № 8, создание отдела главного конструктора (ОГК), позднее преобразованного в ОКБ по проектированию крупнокалиберной зенитной артиллерии (ОКБ-8) МАП СССР
- 1957 — разработана самая мощная в мире зенитная пушка КМ-52.
- 1958 — перевод ОКБ-8 на разработку зенитного ракетного вооружения. Руководство разработками зенитных управляемых ракет и комплексов, ракет-мишеней, противоракет, ракет для мобильных комплексов, ракет для надводных кораблей и подводных лодок, ракето-торпед для ВМФ:

- зенитная управляемая ракета (ЗУР) 3М8 (с 1958 года, постановка на вооружение в 1965 году)
- ЗУР 3М8М
- ЗУР 3М8М1 (постановка на вооружение в 1967 году)
- ЗУР 3М8М2 (постановка на вооружение в 1971 году)
- ЗУР 9М38 для зенитного ракетного комплекса «Бук»
- ЗУР 9М38М1
- ЗУР 9М38М2
- ЗУР 9М82 (постановка на вооружение в 1988 году) и 9М83 (постановка на вооружение в 1983 году) для ЗРК С-300В
- ЗУР 9М82М и 9М83М для ЗРК «Антей 2500»
- ЗУР «Урал»
- ЗУР М-31 (КС-42, опытная, 1961)
- ЗУР КС-168
- ЗУР КС-172
- противокорабельная ракета (ПКР) 3М54 «Бирюза»
- ЗУР В-755
- противоракета 5Я26 (проект, 1963) для С-225
- противоракета 53Т6 (ПРС-1) для А-135 (постановка на вооружение в 1995 году)
- противоракета 53Т6М (ПРС-1М, опытная, 1990-е)
- противоракета 51Т6 (опытная, 1980-е) для А-135
- противоракета 3М10 (проект, конец 1950-х)
- корабельный противолодочный ракетный комплекс РПК-2 «Вьюга» (с 1960), морская ракета 81Р (постановка на вооружение в 1969), экспортный вариант «Высота»
- ракеты-мишени «Вираж» и «Вираж-М» на базе ЗУР 3М8 и 3М8М
- противоракета ПРС-1М
- противоракета 45Т6
- корабельный противолодочный ракетный комплекс РПК-6М «Водопад» (постановка на вооружение в 1981 году)
- корабельный противолодочный ракетный комплекс РПК-7 «Ветер»
- морская ракета 3М10 «Гранат» (постановка на вооружение в 1984 году)
- морская ракета 3М-14 «Калибр» (3К14)
- морская ракета «Альфа» (опытная)
- противолодочная ракета УР-91Р
- ракета для подводных лодок 3М14
- ракета-мишень «Мираж»

- 1964 — начало выпуска самоходного зенитно-ракетного комплекса «Круг».

Умер 1 ноября 1985 года в Москве. Похоронен в Свердловске на Широкореченском кладбище.

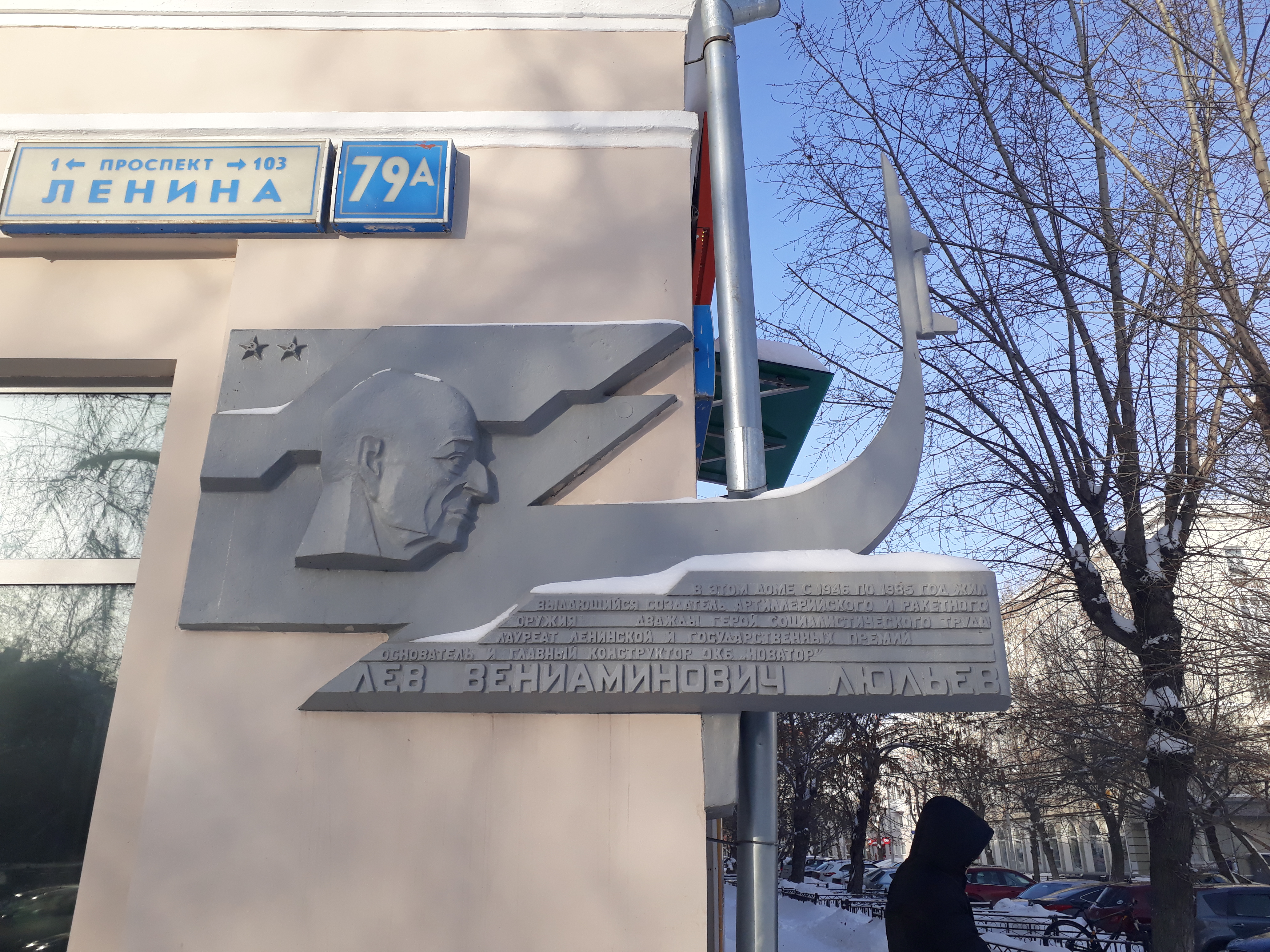
Мемориальная табличка

## Награды и премии
- дважды Герой Социалистического Труда (1966 — за выдающиеся заслуги в выполнении пятилетнего плана 1960—1965 годов и создание новой техники; 1985 — за выдающиеся заслуги)
- два ордена Трудового Красного Знамени (12.5.1941 — за выдающиеся заслуги в области вооружения РККА и ВМФ; 1978 — за выдающиеся заслуги и личный вклад в дело создания новых видов техники и в связи с 70-летием со дня рождения)
- орден Красной Звезды (5.6.1942) — за создание и освоение новых образцов вооружения
- орден «Знак Почёта» (9.8.1944) — за образцовое выполнение заданий по производству и освоению новых видов вооружения;
- три ордена Ленина (9.7.1945 — за успешное выполнение заданий ГКО по выпуску артиллерийского вооружения для Красной Армии; 1966; 1985)
- Сталинская премия первой степени (1948) — за создание нового образца пушки
- Ленинская премия (1967)
- Государственная премия СССР (1977) — за создание новых видов вооружений

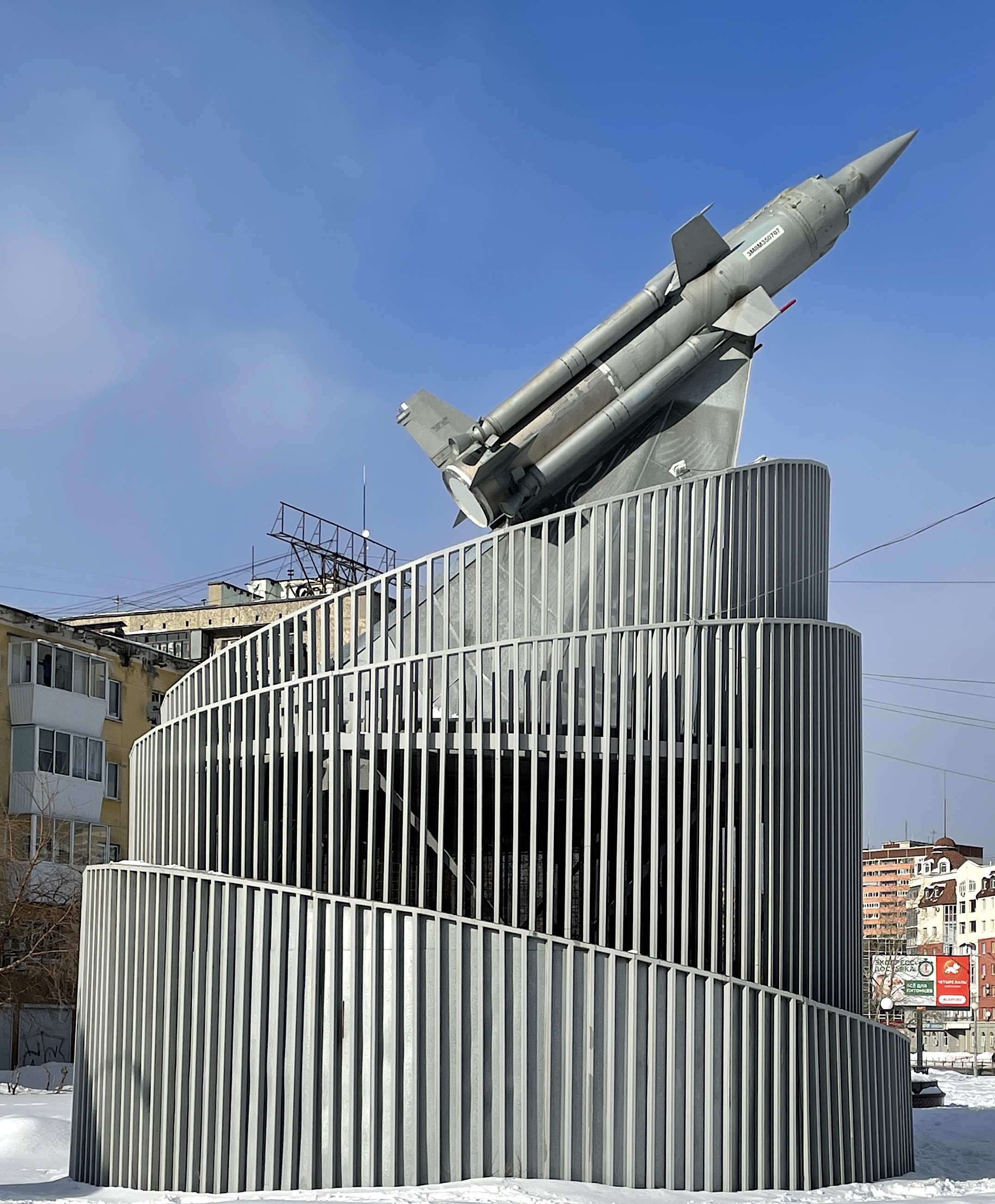
Памятник Л. В. Люльеву в Екатеринбурге

## Память
Ныне имя Л. В. Люльева носит основанное им Опытное конструкторское бюро «Новатор». (Свердловское машиностроительное конструкторское бюро (СМКБ) «Новатор», ныне ОАО «ОКБ „Новатор“ имени Л. В. Люльева»).
Именем Льва Люльева названа новая улица в Екатеринбурге.
Кроме того, в Екатеринбурге на пересечении проспекта Космонавтов и улицы Победы есть небольшой сквер имени Льва Люльева, в сквере в качестве памятника Л. В. Люльеву установлена ракета 3М8.
Также в честь Льва Люльева установлена мемориальная доска на доме № 79-А по проспекту Ленина, которую помогал устанавливать один из конструкторов завода имени Калинина — Петухов Владимир Павлович.